# 抬槍

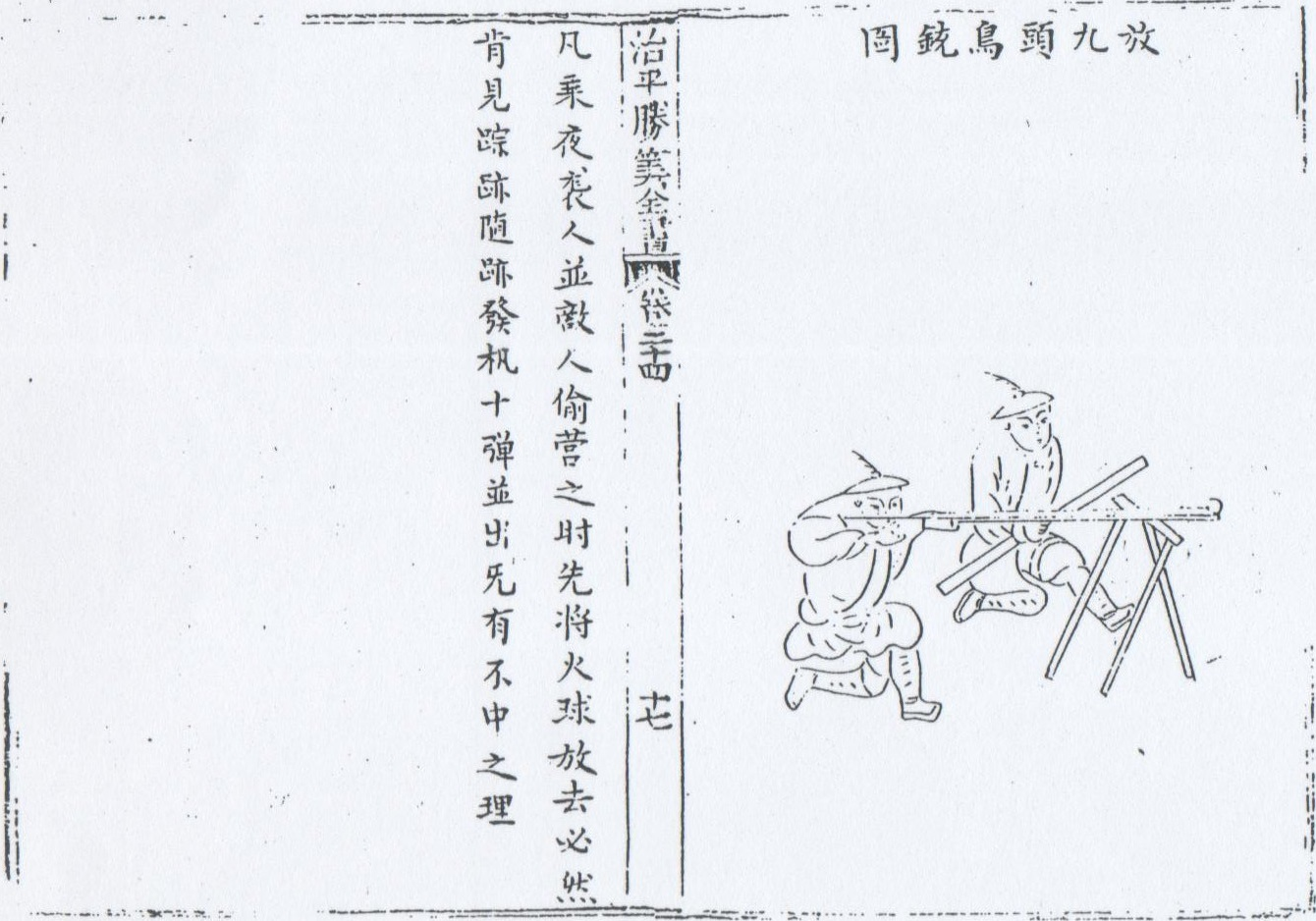
放九頭鳥銃圖。

抬槍（英語：Jingal，另稱九頭鳥銃）是明清年間一種從印度傳入的放大版鳥銃，其槍管十分細長，而且品種繁雜，它能夠以火繩槍及手動槍機式等運作原理操作。由於體積太大，所以通常都會由二至五人操作或置於兩腳架及三腳架上使用。

## 採用
在中國最早在明代出現，《車銃圖》載此為20餘斤的絕大鳥銃，可用大彈1個或小彈9個，尤適於夜戰。。清代《治平勝算全書》上有架在三腳架上發射的九頭鳥圖示。在甲午戰爭後被認為過於笨重且射擊精度低而逐漸從清軍中退役。